# Jotunheim
Jotunheim (moderne islandsk: Jötunheimar, norrønt: Jǫtunheimr) er jætternes hjemsted i norrøn kosmologi, omtalt i kvadene i Den Ældre Edda Vølvens spådom, Skirnismål og Trymskvida, og af enkelte skjalde, deriblandt Tjodolv den kvinverske i sit kvad Haustlong, vers 7.
Jotunheim er ofte blevet fejlagtigt omtalt som "Udgård" i dansk litteratur, men i de norrøne tekstkilder er dette udtryk kun benyttet om en fæstningsby i Jotunheim, der er regeret af kæmpejætten Udgårdsloke.
Jotunheim er også bosted for vætter, der ikke nødvendigvis er jætter, og er adskilt fra Asgård og Midgård med vandløb og en jernskov, og regnes som en af de ni verdener eller riger.
I tidlige kilder er Jotunheim placeret østpå, mens det i senere kilder forflyttede sig gradvis nordpå i takt med folks ændrede verdensbillede. Saxo har i Gesta Danorum beskrevet kong Gorms og Thorkel Adelfars sejlads til jætternes land, hvor de også besøgte Udgårds-Loke. Saxos beretning minder om et eventyr fra brydningstiden mellem hedendom og kristendom. Skrymer var Udgårds-Loke i forklædning.
Loke regnes som en af aserne, selv om han var født i Jotunheim, og hans far var jætten Fårbaute. Men alfader Odin blandede blod med Loke, og de blev derfor fosterbrødre eller "blodsbrødre."
Bjergområdet Jotunheimen i Norge har navn efter den mytologiske Jotunheim.